# Beynes (Alpes-de-Haute-Provence)
Beynes település Franciaországban, Alpes-de-Haute-Provence megyében. Lakosainak száma 121 fő (2022. január 1.). Beynes Châteauredon, Chaudon-Norante, Entrages, Estoublon, Mézel és Senez községekkel határos.

## Népesség
A település népességének változása:
| Lakosok száma | 51   | 75   | 93   | 119  | 121  | 126  | 125  | 122  | 121  | 121  |
|               | 1968 | 1982 | 1990 | 2006 | 2013 | 2015 | 2017 | 2019 | 2020 | 2022 |